# Rachel Blake
Rachel Nancy Blake est une femme politique britannique du Labour and Co-operative Party, actuellement députée de la circonscription Cities of London and Westminster,,,. Elle a précédemment été conseillère dans le Borough londonien de Tower Hamlets, Bow East ward, de 2014 à 2024 et adjointe au maire de Tower Hamlets de 2018 à 2022.

## Biographie
Rachel Blake fréquente le Corpus Christi College de Cambridge, où elle obtient un Bachelor of Arts en 2001, avant de préparer un master's degree en politique sociale à la London School of Economics. Elle rejoint le parti travailliste en 2003. Au début de sa carrière, elle est conseillère politique au Trésor de Sa Majesté sous Gordon Brown et fait partie de l'équipe de Kate Barker chargée de la révision de l'aménagement du territoire, publiée en décembre 2006. De 2009 à 2013, elle est responsable à l'East London Housing Partnership.
En mai 2014, elle est élue conseillère du Parti travailliste pour la circonscription de Bow East au sein du Tower Hamlets London Borough Council et est nommée au Cabinet en juillet 2015. Elle démissionné en 2024 après être devenue députée de la circonscription Cities of London and Westminster.
Représentant l'Association des collectivités locales lors d'une audition du Housing, Communities and Local Government Select Committee en juin 2021, elle note que les réglementations nationales freinent et sapent souvent l'ambition et l'innovation locales en matière de changement climatique. Elle appele à des normes de construction plus ambitieuses en matière d'efficacité énergétique, mais note que les compétitions pour le financement signifient que les conseils gaspillent souvent leurs ressources en faisant des appels d'offres plutôt qu'en s'attelant à la tâche. Lors d'une réunion de l'association des collectivités locales en décembre 2021, elle s'en prend à la mauvaise organisation du programme de rappel du vaccin COVID-19.
Rachel Blake est vice-présidente du groupe de travail sur le logement. Elle était auparavant secrétaire du London Labour Housing Group et membre du conseil d'administration de la London Legacy Development Corporation. Elle fait campagne en faveur d'une réglementation plus stricte des locations de courte durée à Londres, de l'amélioration du logement et d'autres questions liées à l'environnement bâti,,.